# Pilar Baldominos
Pilar Baldominos Flores (Alcalá de Henares, 1993) es una bióloga e investigadora española especializada en inmunoterapia y cáncer. En 2025, fue galardonada por el Fred Hutchinson Cancer Center de Seattle por su aportación al desarrollo de tecnologías innovadoras para el estudio del microambiente tumoral y la identificación de nuevas dianas inmunoterapéuticas.

## Trayectoria
En 2015, se graduó en biotecnología en la Universidad Politécnica de Valencia (UPV), donde realizó su trabajo final en el servicio de hematología del Hospital Universitario y Politécnico de La Fe.  Durante este periodo participó en diversos proyectos de investigación, fue miembro del equipo UPV iGEM 2015 (premiado con una medalla de oro en la competición internacional iGEM) y realizó una estancia Erasmus+ en la Universidad de Cambridge en Reino Unido. Interesada en el papel del sistema inmunológico en el desarrollo tumoral, cursó el Máster en Inmunología Avanzada en la Universidad de Barcelona (UB). Posteriormente, se incorporó al laboratorio de Fyodor Kondrashov, primero en el Centro de Regulación Genómica (CRG) de Barcelona y más tarde en el Institute of Science and Technology (IST) de Austria.
En 2022, comenzó sus estudios doctorales en el laboratorio de Judith Agudo, en el Dana Farber Cancer Institute (DFCI), afiliado a la Universidad de Harvard en Boston (Estados Unidos), investigando los mecanismos celulares y moleculares que permiten al cáncer escapar de la respuesta inmunitaria, con el objetivo de desarrollar nuevas estrategias terapéuticas. En 2025, continuó su carrera en el laboratorio de Joan Brugge en la Escuela de Medicina Harvard, investigando las relaciones entre el sistema inmune y el cáncer durante el desarrollo tumoral.
En el marco de su tesis doctoral, titulada Study of immune resistant mechanisms in mouse models of breast cancer (Estudio de los mecanismos de resistencia inmunitaria en modelos murinos de cáncer de mama),  desarrolló la tecnología PADMEseq (Photoconversion of Areas to Determine Micro Environments), diseñada para analizar espacialmente células tumorales resistentes a la inmunoterapia mediante su combinación con un modelo animal basado en ratones modificados genéticamente. Dos de las herramientas clave del estudio, la técnica PADMEseq y el modelo experimental JEDI (Just eGFP Death Inducer), toman su nombre de personajes y conceptos del universo Star Wars, una referencia simbólica que alude a la visión del laboratorio en el que trabaja la investigadora: entender el cáncer como el “lado oscuro” y la ciencia como “la Fuerza” en la lucha por desentrañar y superar los mecanismos de evasión inmunitaria. Los resultados de esta investigación fueron publicados en la revista Cell.

## Reconocimientos
En 2022, Pilar Baldominos Flores recibió el Premio Joven Talento en la XV edición de los premios EVAP de la Asociación de Empresarias y Profesionales de Valencia (EVAP). En 2025, fue galardonada con el Harold M. Weintraub Graduate Student Award, un premio internacional que concede el Fred Hutchinson Cancer Center de Seattle (Estados Unidos) y que reconoce las mejores tesis doctorales en el ámbito de las ciencias biológicas.  Fue distinguida junto a jóvenes investigadores de instituciones como el Instituto de Tecnología de Massachusetts (MIT), la Universidad Harvard o la Universidad Johns Hopkins.